# Chatham Rise

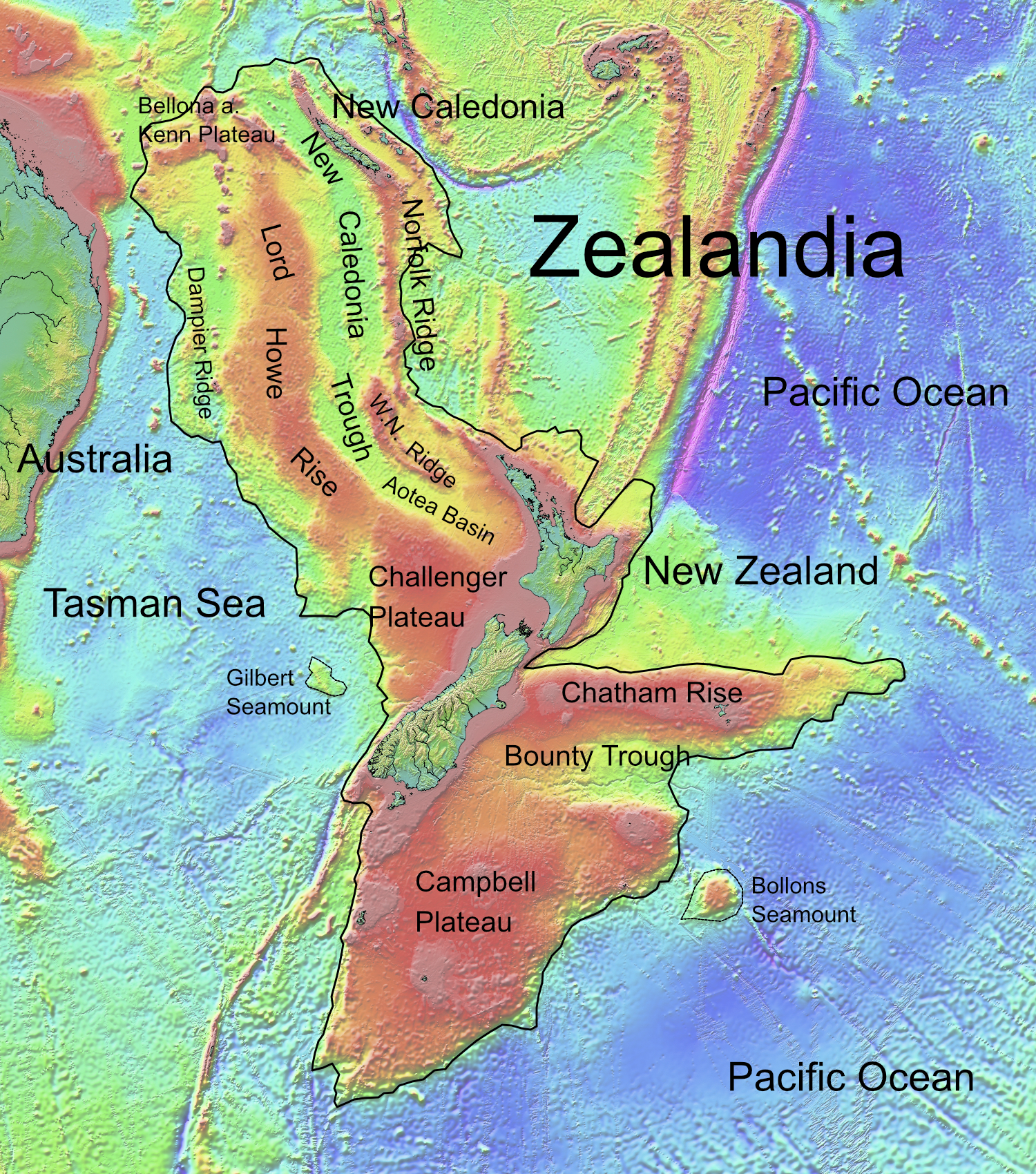
Topografische Karte von Zealandia mit der sich nach Osten hinziehenden Chatham Rise

Die Chatham Rise ist ein östlich von Neuseeland unter dem Meeresspiegel liegender Gebirgszug. Er gehört zu dem 4,9 Millionen Quadratkilometer großen und zu 94 % unter dem Meeresspiegel liegenden Gebiet, das von Wissenschaftlern als Zealandia bezeichnet und um dessen Anerkennung als Kontinent geworben wird.

## Geographie
Die Chatham Rise erstreckt sich östlich der Banks Peninsula rund 1450 km in östlicher Richtung und grenzt im Norden an den Hikurangi Trench sowie an das Hikurangi Plateau und im Süden an den Bounty Trough. Östlich der Chatham Rise beginnt die Tiefsee des südlichen Pazifischen Ozean. Das Gebirge erhebt sich im Norden und Süden von einer Tiefe von 2000 bis 2500 m bis auf zwischen 200 und 500 m unter dem Meeresspiegel, wobei zwei flache Erhebungen im westlichen Teil der Chatham Rise, die Mernoo Bank und die Veryon Bank, sogar weniger als 100 m unter der Meeresoberfläche liegen.
Die südöstlichen Flanken der Chatham Terrace und die Ostspitze fallen bis auf um die 4000 m Tiefe ab. Der Gebirgszug weist eine maximale Breite von 330 km auf und erhebt sich rund 850 km östlich der Südinsel Neuseelands mit den Chatham Islands aus dem Pazifischen Ozean.

## Geologie
Geologische Untersuchungen des Seebodens, 650 km östlich der Chatham Island am östlichen Zipfel der Chatham Rise, siehe Takahe Dredge Site, haben ergeben, dass die Granitsteine die gleiche Zusammensetzung und mit 97 Mio. Jahren das gleiche Alter haben wie Granite, die in der Region Canterbury und Marlborough gefunden wurden und Schiefergestein und Sedimente anderer Untersuchungsorte mit denen auf den Chatham Islands übereinstimmen. Die von Sedimenten überdeckten Gesteine liegen im Alter jeweils zwischen 90 und 100 Mio. Jahren und stammen aus der Kreidezeit.
Des Weiteren fanden Wissenschaftler südlich der Chatham Island und der Pitt Island Überreste eines vor 80 bis 85 Mio. Jahre tätigen Schildvulkans. Doch heute, mehr als 1000 km von der aktiven Alpine Fault, an der sich die Pazifische Platte und die Australische Platte gegeneinander verschieben, entfernt, gilt das Gebiet um die Chatham Islands als tektonisch stabil und der allergrößte Teil der Chatham Rise ebenso.

## Phosphat-Vorkommen
Rund 450 km östlich von Christchurch liegt auf der Chatham Rise auf einer Fläche von 820 km2 und einer Tiefe von 400 m ein Phosphat-Vorkommen, das auf der am besten ausbeutbaren Fläche 23,4 Mio. Tonnen des Rohstoffes umfasst. Das vor sieben bis zwölf Mio. Jahren entstandene Vorkommen soll zwei Jahre nach der endgültigen Genehmigung von dem Unternehmen Chatham Rock Phosphate (CRP) ausgebeutet werden. Nach der bereits 2013 erteilten Genehmigung durch das Amt New Zealand Petroleum & Minerals regte sich seitens neuseeländischer Umweltschutzorganisationen und der Fischereiindustrie erheblicher Widerstand gegen das Vorhaben, infolgedessen die Genehmigung durch die Environmental Protection Authority (EPA) 2015 widerrufen wurde. Das Unternehmen hielt aber an dem Vorhaben fest und beantragte die Genehmigung zum Abbau des Phosphats erneut und erwartet einen positiven Bescheid 2018.

## Flora und Fauna
Die Chatham Rise liegt in der Konvergenzzone des nördlichen subtropischen nitratverarmten Wassers und des südlichen subarktischen nitratreichen Wassers. Diese Vermengung führt in der Region der Chatham Rise zu einer erhöhten Produktion von Phytoplankton, in dessen Folge sich ein komplexes Ökosystem mit vielen verschiedenen Meeresbewohnern, Seevögeln und Meeressäugetieren in der Region gebildet hat.
Die neuseeländische Fischindustrie nutzt die Chatham Rise aufgrund des dort herrschenden Fischreichtums als Fanggrund. Um das Ökosystem nicht zu sehr zu belasten, wurden Fangquoten für die überwiegend gefangenen Fischarten festgesetzt. Gefangen werden in der Region primär Fische wie: Hoki (Macruronus novaezelandiae), Orange Roughy (Hoplostethus atlanticus), Pseudocyttus maculatus, Allocyttus niger und Neocyttus rhomboidalis, Dornhaie (Squalidae) und Grenadierfische (Macrouridae) und als Beifang: sechs verschiedene Arten von Schwarzköpfen (Alepocephalidae), Tiefsee-Plattköpfe (Bembridae), verschiedene Arten von Seekatzen (Chimaera) und die Grubenaalart Diastobranchus capensis.
Tintenfische, wichtig für jedes Meeresökosystem, da sie Nahrungsquelle für zahlreiche Raubtiere sind, kommen in den Arten: Arrow Squid (Nototodarus sloani), Onykia ingens (Moroteuthis ingens), Onykia robsoni (Moroteuthis robsoni), Neon Flying Squid (Ommastrephes bartrami) und Riesenkalmar (Architeuthis) vor.
Während der Neuseeländische Seebär (Arctocephalus forsteri), der Neuseeländische Seelöwe (Phocarctos hookeri) und der Südliche Seeelefant (Mirounga leonine) nur selten vorkommen, sind Wale und Delfine häufig in der Region anzutreffen. So konnten die Delfinarten Großer Tümmler (Tursiops truncatus), Stundenglasdelfin (Lagenorhynchus cruciger) und Südlicher Glattdelfin (Lissodelphus peronii) in der Region gesichtet werden und zahlreiche Walgattungen, wie der Blauwal (Balaenoptera musculus), der Finnwal (Balaenoptera physalus), der Pottwal (Physeter macrocephalus), der Schwertwal (Orcinus orca) und der Seiwal (Balaenoptera borealis), um nur einige zu nennen.
Auch die Anzahl der verschiedenen Seevogelarten zeigt mit 70 Spezies einen beachtlichen Artenreichtum.